# 도큐멘타

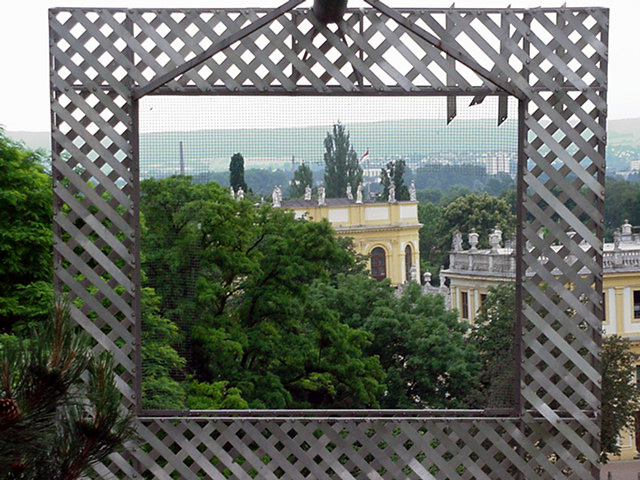
제6회 도큐멘타

〈도큐멘타(documenta)〉는 독일 카셀 지역에서 5년마다 열리는 현대 미술 전시회이다. 카셀대학교의 교수이자 미술가, 큐레이터였던 아르놀트 보데(Arnold Bode)가 1955년에 창설했다. 창립 당시에는 카셀 지역에서 열린 연방원예전시(Bundesgartenschau)의 일부였다. 현대미술을 '퇴폐미술'로 명명하며 탄압했던 나치즘 시기의 문화적 암흑기를 쇄신하려는 목적으로, 그간 현대미술을 접하지 못했던 독일 관객에게 이를 소개하기 위한 시도로서 진행되었다. 제1회 도큐멘타에는 피카소, 칸딘스키 등 현대미술에 큰 영향을 미친 여러 미술가들의 작품이 전시되었다. 최근으로 갈수록 전세계의 예술 작품을 포함하는데, 작품 대부분이 장소특정적인(site-specific) 성격을 띤다.
매회 도큐멘타의 기간은 100일로 제한되며, 이 때문에 '100일동안의 미술관'이라고도 불린다. 도큐멘타에서는 작품을 판매하지 않는다. 유럽 미술계의 다른 주요 행사인 베네치아 비엔날레, 아트 바젤, 뮌스터 조각 프로젝트와 기간이 겹치는 일이 거의 없었으나, 2017년에는 이례적으로 네 개 행사가 동시에 열렸다.
도큐멘타는 전후 50년간 백인 남성 중심주의를 고수해 왔다는 비판을 받았다. 그러나 2002년 제11회에는 오쿠이 엔위저(Okwui Enwezor)가 감독을 맡으면서 기존의 유럽중심주의를 해체하고 인도와 아프리카로 전시의 영역을 넓혔다.
2007년 제12회에는 예술감독 로저 뷔르겔(Roger Buergel)의 지휘 아래 유럽은 물론 아시아와 미주 지역의 현대미술 작가들이 참가하며 전 세계로 영역이 확장되었다. 또 14세기 이후부터 20세기 중반까지 세계 각지에서 만들어진 회화와 공예 작품들이 대거 등장했다.

## 이름의 유래
'도큐멘타'라는 이름은 만들어진 단어이다. 이는 나치 치하에서 독일 대중이 접할 수 없었던 현대미술을 기록하고자 했던 1회 전시의 의도를 드러내는 것으로 보인다. 아르놀트 보데의 지인들에 따르면, 이 명칭은 라틴어 단어 'documentum'과 관계된다. 이 단어는 라틴어 'docere(가르치다)'와 'mens(지성)'로 나뉘며, 전시의 의도를 표현하기에 적합한 단어로 보인다는 것이다.

## 역사
1955년 열린 도큐멘타 첫 회의 발기인은 교수이자 디자이너인 아르놀트 보데였다. 원래는 연방원예전시의 부차적인 행사로 계획되었으나, 13만 명 이상의 관객이 방문했다. 전시는 1945년 이후의 미술을 가리키는 "동시대 미술"에 초점을 두지는 않았다. 보데가 원한 것은 나치 시대 독일에서 "퇴폐 예술"로 규정되었던 야수파, 표현주의, 입체파, 청기사파, 미래주의, 형이상학적 회화 등을 대중에게 선보이는 일이었다. 이 때문에 전시의 중점은 추상 미술, 특히 1920년대와 1930년대의 추상 회화였다.
시간이 가면서 초점은 동시대 미술로 옮겨 갔다. 초기에 전시는 유럽의 예술 작품만을 다루었으나, 점차 북남미와 아프리카, 아시아 예술가들의 작품 또한 포함하게 되었다. 제4회 도큐멘타는 팝아트, 미니멀리즘, 키네틱 아트를 조명했다. 1972년 제5회는 〈현실에 의문을 던지다 - 오늘날의 회화 세계(Questioning Reality – Pictorial Worlds Today)〉라는 주제를 내세우며 미니멀리즘과 개념미술 작품에 주목했다. 이를 통해 '무엇이 예술로 간주되는가'의 문제를 급진적으로 재정의하며, 이들 양식에 대한 대중의 수용에 전환점을 마련했다. 당시 알려지지 않았던 스위스 작가 아돌프 뵐플리의 작품을 큰 섹션에서 다루기도 했다. 또한 독일의 개념미술가 요제프 보이스(Joseph Beuys)는 전시 장소인 프리데리치아눔(Fridericianum) 박물관 안에 '국민투표를 통한 직접민주주의를 위한 사무국'을 설치하여 100일 동안 민주주의와 예술에 대해 강연하고 관객들과 토론했다.
1987년 제8회는 예술의 영역에서 디자인의 승격―포스트모던 디자인에 대한 개방성을 보여주는―을 통해 또다른 주요 변화를 시사했다. 1997년 10회는 1945년, 1968년이나 1976/77년과 같이 광범위한 사회문화적 격변이 일어난 시점을 연대기적 표지로 삼아 예술의 정치적, 사회적, 문화적, 미학적 탐구의 기능을 추적했다. 2002년 11회는 이주, 도시화, 후기식민적 경험과 같은 주제를 중심으로 조직되었다. 다큐멘터리 사진, 영화, 비디오뿐 아니라 멀리 떨어진 현장에서 온 작품들도 조명했다. 2012년 13회는 "열렬한 페미니즘적 시각 및 범세계적이고 멀티미디어적인 접근을 취했으며, 죽은 작가들의 작품과 고대 예술 몇 점을 포함"했다.
| 제목              | 개최 기간                                                                      | 총감독                                                     | 참여작가 수(명) | 전시 작품 수(점) | 관객 수(명) |
| ----------------- | ------------------------------------------------------------------------------ | ---------------------------------------------------------- | --------------- | ---------------- | ----------- |
| documenta         | 1955년 7월 16일 - 9월 18일                                                     | 아르놀트 보데(Arnold Bode)                                 | 148             | 670              | 130,000     |
| II. documenta     | 1959년 7월 11일 - 10월 11                                                      | 아르놀트 보데, 베르너 하프트만(Werner Haftmann)            | 338             | 1770             | 134,000     |
| documenta III     | 1964년 6월 27일 - 10월 5                                                       | 아르놀트 보데, 베르너 하프트만                             | 361             | 1450             | 200,000     |
| 4. documenta      | 1968년 6월 27일 - 10월 6                                                       | 24-strong documenta council                                | 151             | 1000             | 220,000     |
| documenta 5       | 1972년 6월 30일 - 10월                                                         | 하랄트 제만(Harald Szeemann)                               | 218             | 820              | 228,621     |
| documenta 6       | 1977년 6월 24일 - 10월 2                                                       | 만프레드 슈네켄부르거(Manfred Schneckenburger)             | 622             | 2700             | 343,410     |
| documenta 7       | 1982년 6월 19일 - 9월 28                                                       | 루드 푸흐(Rudi Fuchs)                                      | 182             | 1000             | 378,691     |
| documenta 8       | 1987년 6월 12일 - 9월 20                                                       | 만프레드 슈네켄부르거                                      | 150             | 600              | 474,417     |
| DOCUMENTA IX      | 1992년 6월 12일 - 9월 20                                                       | 얀 호엣(Jan Hoet)                                          | 189             | 1000             | 603,456     |
| documenta X       | 1997년 6월 21일 - 9월 28                                                       | 카트린 다비드(Catherine David)                             | 120             | 700              | 628,776     |
| Documenta11       | 2002년 6월 8일 - 9월 15                                                        | 오쿠이 엔위저                                              | 118             | 450              | 650,924     |
| documenta 12      | 2007년 6월 16일 - 9월 23                                                       | 로저 뷔르겔, 루스 노악(Ruth Noack)                         | 114             | 500 이상         | 754,301     |
| dOCUMENTA(13)     | 2012년 6월 9일 - 9월 16                                                        | 캐롤린 크리스토프-바카르기예프(Carolyn Christov-Bakargiev) | 187             |                  | 904,992     |
| documenta 14      | 2017년 4월 8일 - 7월 16일(그리스 아테네) 2017년 6월 10일 - 9월 17일(독일 카셀) | 아담 심칙(Adam Szymczyk)                                   |                 |                  |             |
| documenta fifteen | 2022년 6월 18일 - 9월 25일                                                     |                                                            |                 |                  |             |

## 비판
도큐멘타 측은 보통 예술가들에게 프로젝트를 구상할 시간을 최소 2년간 주어, 작품이 지적인 정교함을 확보할 수 있도록 한다. 그러나 참여 작가들은 전시 개막 직전까지 알려지지 않는 것이 대부분이다. 제13회에는 공식 참여 작가 목록이 개막 당일까지 발표되지 않았다. 큐레이터들조차 예술 시장 바깥에서 작가를 선정해야 한다고 주장했다. 참여 작가에 항상 저명한 작가들이 포함되어 있었다는 것이다. 이를테면 미술비평가 제리 살츠(Jerry Saltz)는 제13회 도큐멘타에 참가한 작가들의 3분의 1 이상이 유명한 화랑인 매리언 굿맨 갤러리에서 전시했던 이들임을 확인했다.

## 운영

### 관객 수
제9회가 개최된 1992년, 도큐멘타 사상 처음으로 50만 명 이상이 카셀을 찾았다. 2002년 제11회는 65만여 명이 방문했는데, 이는 카셀 인구의 세 배를 넘는 숫자였다. 2007년 제12회에는 75만 4천여명의 유료 관객이 전시를 찾았고, 이들 중 3분의 1 이상이 외국인이었다. 2012년 제13회는 904,992명의 관객이 방문했다.

### 예산
2007년, 도큐멘타 예산의 절반인 1900만 유로가 카셀 시, 헤센 주, 독일 연방문화원에서 왔다. 나머지는 스폰서, 후원, 티켓 판매로 충당했다. 14회 도큐멘타의 예산은 3700만 유로였는데, 2017년 말에는 적자가 540만 유로에 달할 것으로 예상되었다. 아테네에서 예산이 과하게 들어 7백만 유로가 부족해졌고, 도큐멘타의 주주(카셀 시와 헤세 주)가 8백만 유로 상당의 비상시 공채 보증을 받아야 했다.